# Google Japanese Input
Google Japanese Input (Google 日本語入力, Gūguru Nihongo Nyūryoku) é um método de entrada publicado pelo Google para a entrada de texto em japonês em um computador. Como seus dicionários são gerados automaticamente da Internet, ele suporta a digitação de nomes pessoais, gírias da Internet, neologismos e termos relacionados.
O Google também lança uma versão de código aberto sem lançamentos estáveis ou garantia de qualidade sob o nome mozc. Por ser de código aberto, pode ser usado em sistemas baseados em Linux, enquanto o Google Japanese Input é limitado ao Windows, MacOS e Chrome OS. Ele não usa os algoritmos de código fechado do Google para gerar dados de dicionário a partir de fontes online.